# Улема
Улема (арап. علماء‎) је израз за експерта у религији. Означава и имаме значајних џамија, судије (кадије), професоре на верским школама (медресе) и верске достојанственике. Међу сунитима означава признате, ауторитативне особе у теологији.
У прошлости су улеме озаконили наступ власти калифа и владара, и ваљали су за њихове моралне пророке. Калифова духовна функција је било извршавање шарије, у коју није смео уводити нових догми (као што је радио папа) а улеме су ту шарију тумачиле без мењања. У Османском царству је савет улема залазио у развој друштва и државе (до младотурске револуције).
Данас су улеме углавном саветници религијских министарства, а њихово мишљење има понекад и значај пресуде или цензуре.